# کار کثیف (فیلم ۱۹۳۳)
کار کثیف (انگلیسی: Dirty Work) فیلمی در ژانر کمدی و زوج هنری به کارگردانی لوید فرنچ است که در سال ۱۹۳۳ منتشر شد. از بازیگران آن می‌توان به استن لورل، اولیور هاردی و لوسین لیتلفیلد اشاره کرد .                                                                       خلاصه  فیلم  کار کثیف Dirty Work :                                          لورل و هاردی به عنوان تمیزکننده دودکش های ساختمان ها، وارد خانه پروفسور شیمیدان، نودل می شوند ...